# Женская сборная США по баскетболу 3×3
Женская сборная США по баскетболу 3×3 представляет США на международных соревнованиях по баскетболу 3×3. Управляющим органом является Федерация баскетбола США.
Команда является чемпионами летних Олимпийских игр 2020.
По состоянию на 1 сентября 2024, женская сборная США по баскетболу 3×3 занимает 6-е место в мировом рейтинге ФИБА женских сборных по баскетболу 3×3.

## Результаты выступлений
| Турнир                           | Золото | Серебро | Бронза | Всего |
| -------------------------------- | ------ | ------- | ------ | ----- |
| Олимпийские игры                 | 1      | 0       | 1      | 2     |
| Чемпионат мира по баскетболу 3×3 | 3      | 0       | 1      | 4     |
| Чемпионат Америки (3×3 AmeriCup) | 2      | 0       | 1      | 3     |
| Панамериканские игры             | 2      | 0       | 0      | 2     |
| Итого                            | 8      | 0       | 3      | 11    |

### Летние Олимпийские игры
| Год        | Место | Игры | Победы | Поражения | Состав команды                                          |
| ---------- | ----- | ---- | ------ | --------- | ------------------------------------------------------- |
| Токио 2020 | 1     | 9    | 8      | 1         | Алиша Грей, Стефани Долсон, Келси Плам, Джеки Янг       |
| Париж 2024 | 3     | 10   | 6      | 4         | Сиерра Бердик, Дирика Хэмби, Райн Ховард, Хейли ван Лит |

### Чемпионат мира по баскетболу 3×3
| Год            | Место          | Игры           | Победы         | Поражения      | Состав команды                                                |
| -------------- | -------------- | -------------- | -------------- | -------------- | ------------------------------------------------------------- |
| Афины 2012     | 1              | 9              | 9              | 0              | Skylar Diggins, Бриа Хартли, Чини Огвумике, Энн Стротер       |
| Москва 2014    | 1              | 9              | 9              | 0              | Сиерра Бердик, Sara Hammond, Джуэл Лойд, Тиффани Митчелл      |
| Гуанчжоу 2016  | 3              | 7              | 5              | 2              | Линней Харпер, Alexis Jennings, Natalie Romeo, Chatrice White |
| 2017           | не участвовали | не участвовали | не участвовали | не участвовали | не участвовали                                                |
| Bocaue 2018    | 5              | 5              | 4              | 1              | Erin Boley, Otiona Gildon, Рут Хибард, Сабрина Элейн Ионеску  |
| 2019           | не участвовали | не участвовали | не участвовали | не участвовали | не участвовали                                                |
| Антверпен 2022 | 7              | 5              | 4              | 1              | Сиерра Бердик, Лорен Кокс, Ashley Joens, Хейли ван Лит        |
| Вена 2023      | 1              | 8              | 7              | 1              | Cameron Brink, Сиерра Бердик, Линней Харпер, Хейли ван Лит    |

### Чемпионат Америки по баскетболу 3×3 (AmeriCup)
| Год           | Место | Игры | Победы | Поражения | Состав команды                                                                 |
| ------------- | ----- | ---- | ------ | --------- | ------------------------------------------------------------------------------ |
| Майами 2021   | 1     | 5    | 5      | 0         | Сиерра Бердик, Blake Dietrick, Haley Gorecki, Брайонна Джонс                   |
| Майами 2022   | 3     | 5    | 4      | 1         | Вероника Бертон, Лекси Халл, Налисса Смит, Camille Zimmerman                   |
| Сан-Хуан 2023 | 1     | 5    | 5      | 0         | Дирика Мари Хэмби, Келси Мишель Митчелл, Кэти Лу Самуэльсон, Camille Zimmerman |

### Панамериканские игры
| Год           | Место | Игры | Победы | Поражения | Состав команды                                                        |
| ------------- | ----- | ---- | ------ | --------- | --------------------------------------------------------------------- |
| Лима 2019     | 1     | 7    | 7      | 0         | Рути Хибард, Сабрина Ионеску, Оливия Нельсон-Одода, Christyn Williams |
| Сантьяго 2023 | 1     | 5    | 5      | 0         | Сиерра Бердик, Blake Dietrick, Лекси Халл, Азурей Стивенс             |